# 선 (춘추)
선(單)은 중국 주나라의 제후국이다. 서주 문왕 시절부터 존재한 것으로 추측되며, 춘추 시대엔 주나라 왕실의 경사로서 유나라(劉)와 함께 대대로 집정했다. 평공 이후의 선의 세계와 언제 망했는지는 불분명하다.

## 역대 군주
| 대수           | 시호       | 이름       | 재위                        |
| -------------- | ---------- | ---------- | --------------------------- |
| 1              |            | 진(臻)     |                             |
| 중간 세계 실고 |            |            |                             |
| 1              | 목공(穆公) |            |                             |
| 2              |            | 호생(昊生) |                             |
| 3              |            | 원보(原父) |                             |
| 4              | 양공(襄公) | 조(朝)     |                             |
| 5              | 경공(頃公) |            |                             |
| 6              | 정공(靖公) |            |                             |
| 7              | 헌공(獻公) | 멸(蔑)     |                             |
| 8              | 성공(成公) |            | 기원전 534년 ~ 기원전 531년 |
| 9              | 목공(穆公) | 기(旗)     | 기원전 530년 ~ 기원전 520년 |
| 10             | 무공(武公) |            |                             |
| 11             | 평공(平公) |            |                             |

## 위치
두예가 춘추좌전집해에서 천자기내(주나라 왕실 직할지)에 비정했고, 후에 이름을 알 수 없는 이의 학설에 따라 하남성(河南省) 맹진현(孟津縣) 동남쪽으로 추정되었다. 이후 맹진현 지역과 부풍현 지역에서 각각 선나라와 관련된 명문이 있는 청동기가 출토되었으며, 2003년 보계시에서 선 일족의 자세한 계보가 적힌 계보가 출토되어 서주 초기 선 일족이 섬서성 미현 일대에 거주했음이 밝혀졌다. 이에 따라 원래는 섬서성(陕西省) 부풍현에 있다가 미현(眉縣)에 옮겼으나 후에 주 왕실이 동천할 때 따라가 맹진현으로 옮겨간 것으로 추정되었다.
한편 맹진현에서 출토된 선 일족 관련 청동기들이 서주 초기에 제작된 것이므로, 선나라가 동천 때 옮겨간 것이 아니라 이미 서주 초기에 미현과 맹진현에 각각의 선 일족들이 거주했음을 주장하기도 한다. 이 연구에서는 더 나아가서, 미현 일대의 선 일족과 맹진현 일대의 선 일족의 족휘(族徽)가 약간 다르므로 두 선 일족은 별개의 족이었을 것으로 추정하며, 춘추시대의 선나라는 맹진현의 선 일족의 후예로 본다.
춘추시대의 선나라의 수도를 단(檀)으로 보기도 하는 견해는 단(檀)이 있던 것으로 추정되는 제원현(濟源縣)이 맹진현과 황하를 마주보고 가까이 있으며, 선의 위치를 추정한 고조우(顧祖禹)는 단을 누락했고 단의 위치를 추정한 고동고(顧棟高)가 선을 누락한 데에서 기인한다. 그러나 정 여공이 단백(檀伯)을 쳐죽인 일 등 단과 선을 구별하는 기록이 제법 있어, 선나라의 수도를 단으로 보는 견해는 대부분 부정된다.

## 혈통
노사(路史) 등에서 서주 성왕의 작은아들 진이 분봉되었다고 나타나나, 내반(逨盤)의 명문에서 이미 서주 문왕 때부터 선 일족이 주나라를 보필했다는 기록이 있으므로 이 기록의 신빙성이 부정되면서 선나라가 초창기부터 희성이었을 가능성은 낮아졌다. 발견된 서주 초기 부풍·미 일대의 명문에서도 주족이 아닌 상족의 특징이 나타난다. 그러나 춘추시대 선양공은 자신을 희성의 분족으로 인식하고 있었음은 확인된다.

## 세계도

### 춘추시기
|      |      |      |      |      |      |  |  | 양공 |      |      |      |      |      |  |  |                 |                 |                 |                 |                 |                 |  |  |  |  |  |  |  |  |  |  |  |  |  |  |
|      |      |      |      |      |      |  |  |      |      |      |      |      |      |  |  |                 |                 |                 |                 |                 |                 |  |  |  |  |  |  |  |  |  |  |  |  |  |  |
|      |      |      |      |      |      |  |  | 경공 |      |      |      |      |      |  |  |                 |                 |                 |                 |                 |                 |  |  |  |  |  |  |  |  |  |  |  |  |  |  |
|      |      |      |      |      |      |  |  |      |      |      |      |      |      |  |  |                 |                 |                 |                 |                 |                 |  |  |  |  |  |  |  |  |  |  |  |  |  |  |
|      |      |      |      |      |      |  |  |      |      |      |      |      |      |  |  |                 |                 |                 |                 |                 |                 |  |  |  |  |  |  |  |  |  |  |  |  |  |  |
|      |      |      |      |      |      |  |  | 정공 | 정공 | 정공 | 정공 | 정공 | 정공 |  |  | 공자 건기(愆期) | 공자 건기(愆期) | 공자 건기(愆期) | 공자 건기(愆期) | 공자 건기(愆期) | 공자 건기(愆期) |  |  |  |  |  |  |  |  |  |  |  |  |  |  |
|      |      |      |      |      |      |  |  | 정공 | 정공 | 정공 | 정공 | 정공 | 정공 |  |  | 공자 건기(愆期) | 공자 건기(愆期) | 공자 건기(愆期) | 공자 건기(愆期) | 공자 건기(愆期) | 공자 건기(愆期) |  |  |  |  |  |  |  |  |  |  |  |  |  |  |
|      |      |      |      |      |      |  |  |      |      |      |      |      |      |  |  |                 |                 |                 |                 |                 |                 |  |  |  |  |  |  |  |  |  |  |  |  |  |  |
| 헌공 | 헌공 | 헌공 | 헌공 | 헌공 | 헌공 |  |  | 성공 | 성공 | 성공 | 성공 | 성공 | 성공 |  |  |                 |                 |                 |                 |                 |                 |  |  |  |  |  |  |  |  |  |  |  |  |  |  |
| 헌공 | 헌공 | 헌공 | 헌공 | 헌공 | 헌공 |  |  | 성공 | 성공 | 성공 | 성공 | 성공 | 성공 |  |  |                 |                 |                 |                 |                 |                 |  |  |  |  |  |  |  |  |  |  |  |  |  |  |
|      |      |      |      |      |      |  |  | ?    |      |      |      |      |      |  |  |                 |                 |                 |                 |                 |                 |  |  |  |  |  |  |  |  |  |  |  |  |  |  |
|      |      |      |      |      |      |  |  |      |      |      |      |      |      |  |  |                 |                 |                 |                 |                 |                 |  |  |  |  |  |  |  |  |  |  |  |  |  |  |
|      |      |      |      |      |      |  |  | 목공 |      |      |      |      |      |  |  |                 |                 |                 |                 |                 |                 |  |  |  |  |  |  |  |  |  |  |  |  |  |  |
|      |      |      |      |      |      |  |  |      |      |      |      |      |      |  |  |                 |                 |                 |                 |                 |                 |  |  |  |  |  |  |  |  |  |  |  |  |  |  |
|      |      |      |      |      |      |  |  | 무공 |      |      |      |      |      |  |  |                 |                 |                 |                 |                 |                 |  |  |  |  |  |  |  |  |  |  |  |  |  |  |
|      |      |      |      |      |      |  |  |      |      |      |      |      |      |  |  |                 |                 |                 |                 |                 |                 |  |  |  |  |  |  |  |  |  |  |  |  |  |  |
|      |      |      |      |      |      |  |  | 평공 |      |      |      |      |      |  |  |                 |                 |                 |                 |                 |                 |  |  |  |  |  |  |  |  |  |  |  |  |  |  |

## 참고 문헌
- 민후기: 《西周시기 ‘單’ 族·國의 위치와 世系의 재구성》, 중국고중세사연구, 45, 1-32